# Кріс Браун (легкоатлет)
Кріс Браун  (англ. Chris Brown, 15 жовтня 1978) — багамський легкоатлет, спринтер, олімпійський чемпіон та медаліст.

## Виступи на Олімпіадах
| Олімпіада   | Дисципліна              | Місце     |
| ----------- | ----------------------- | --------- |
| Сідней 2000 | біг на 400 метрів       | 6 h3 r2/4 |
| Сідней 2000 | естафета 4 x 400 метрів | 3         |
| Афіни 2004  | біг на 400 метрів       | 3 h2 r2/3 |
| Афіни 2004  | естафета 4 x 400 метрів | 6         |
| Пекін 2008  | біг на 400 метрів       | 4         |
| Пекін 2008  | естафета 4 x 400 метрів | 2         |
| Лондон 2012 | біг на 400 метрів       | 4         |
| Лондон 2012 | естафета 4 x 400 метрів | 1         |
| Ріо 2016    | естафета 4 x 400 метрів | 3         |

## Виноски
1. ↑  Olympedia — 2006.
2. ↑  https://www.iaaf.org/athletes/athlete=171732
3. 1 2  Sports-Reference.com
4. ↑  Багами фінішували другими, але естафетну команду США дискваліфікували 2008 року через зізнання Антоніо Петтігрю в тому, що він використовував гормон росту й ЕПО між 1997 та 2003 роками.